# Vulvitis
La  vulvitis  es una inflamación de la vulva, es decir, de los genitales externos de la mujer. Puede afectar a mujeres de cualquier edad, aunque las jóvenes y mujeres después de la menopausia están más expuestas a ella debido a los bajos niveles de estrógenos.
Son recomendables los baños de agua caliente y mantener relaciones sexuales sin penetración —solo excitación— para que el aparato reproductor femenino lubrique y limpie la zona

## Causas
Puede estar causada por muy diversas afecciones como dermatitis, eczema, infecciones, bacterias, virus u hongos, e incluso por reacciones alérgicas a jabones, desodorantes o cualquier otra sustancia que entre en contacto con la zona.